# Festival Internacional de Cine de San Sebastián 2004
La 52.ª edición del Festival Internacional de Cine de San Sebastián se celebró del viernes 17 al sábado 25 de septiembre de 2004 en San Sebastián. Fue una edición donde Woody Allen destacó particular protagonismo, recibiendo el director el Premio Donostia en la gala inaugural del certamen, certamen que abrió con su película Melinda y Melinda en estreno mundial, y siendo él mismo objeto de la retrospectiva anual a directores contemporáneos a lo largo del festival.

## Jurados
Jurado de la Sección Oficial
- Mario Vargas Llosa, escritor peruana
- Yamina Benguigui, directora y política francesa
- Tom DiCillo, director estadounidense
- Marta Esteban, productora española
- Laura Morante, actriz italiana
- Eduardo Serra, director de fotografía portugués
- Dito Tsintsadze, director georgiana

Premio Horizontes
- Ruy Guerra, director portugués (Presidente)
- Jorge Sánchez, distribuidor colombiano
- Denis W. Delaroca, programador de festivales de cine estadounidense

Nuevos Directores
- Jorge de Cominges, crítico español (Presidente)
- Robert Daudelin, director de la Cinémathèque de Québec
- Nick James, músico y crítico cinematográfico estadounidense
- Satu Laaksonen, cineasta finlandesa
- Mariasun Landa, escritora española
- Alan Pauls, escritor y crítico argentino
- Hülya Uçansu, directora del International Istanbul Film Festival

## Películas

### Sección Oficial
Las 16 películas siguientes compitieron para el premio de la Concha de Oro a la mejor película:
| Título en España               | Título original                  | Director(es)         | País           |
| ------------------------------ | -------------------------------- | -------------------- | -------------- |
| El perro                       | El perro                         | Carlos Sorín         | Argentina      |
| Brødre                         | Brødre                           | Susanne Bier         | Dinamarca      |
| Carta de una mujer desconocida | Yi ge mo sheng nu ren de lai xin | Xu Jinglei           | China          |
| El cielito                     | El cielito                       | María Victoria Menis | Argentina      |
| Clandestino                    | Inguélézi                        | François Dupeyron    | Francia        |
| Horas de luz                   | Horas de luz                     | Manolo Matjí         | España         |
| Nueve canciones                | Nine songs                       | Michael Winterbottom | Reino Unido    |
| Mi padre es ingeniero          | Mon père est ingénieur           | Robert Guédiguian    | Francia        |
| Omagh                          | Omagh                            | Pete Travis          | Irlanda        |
| Roma                           | Roma                             | Adolfo Aristarain    | Argentina      |
| Silver City                    | Silver City                      | John Sayles          | Estados Unidos |
| Spider forest                  | Spider forest                    | Song Il-gon          | Corea del Sur  |
| Sueño de una noche de invierno | San zimske noci                  | Goran Paskaljevic    | Serbia         |
| Sumas y restas                 | Sumas y restas                   | Víctor Gaviria       | Colombia       |
| Tarfaya                        | Tarfaya                          | Daoud Aoulad-Syad    | Marruecos      |
| Las tortugas también vuelan    | Lakposhta parvaz mikonand        | Bahman Ghobadi       | Irán           |

#### Fuera de competición
Las películas siguientes fueron seleccionadas para ser exhibidas fuera de competición: 
Largometrajes
| Título en España   | Título original       | Director(es) | País           |
| ------------------ | --------------------- | ------------ | -------------- |
| Melinda y Melinda  | Melinda y Melinda     | Woody Allen  | Estados Unidos |
| Conociendo a Julia | Being Julia           | István Szabó | Canadá         |
| Una mujer difícil  | The door in the floor | Tod Williams | Estados Unidos |

### Otras secciones oficiales

#### Horizontes
El Premio Horizontes impulsa el conocimiento de los largometrajes producidos total o parcialmente en América Latina, dirigidos por cineastas de origen latino, o bien que tengan por marco o tema comunidades latinas del resto del mundo.
Largometrajes
| Título original     | Director(es)        | País      |
| ------------------- | ------------------- | --------- |
| Crónicas            | Sebastián Cordero   | Colombia  |
| El atraco           | Paolo Agazzi        | Bolivia   |
| La vida por Perón   | Sergio Bellotti     | Argentina |
| Buenos Aires 100 km | Pablo José Meza     | Argentina |
| Mala leche          | León Errázuriz      | Chile     |
| No sos vos, soy yo  | Juan Taratuto       | Argentina |
| O Outro Lado da Rua | Marcos Bernstein    | Brasil    |
| Otra vuelta         | Santiago Palavecino | Argentina |
| Parapalos           | Ana Poliak          | Argentina |
| Pueblo chico        | Fernán Rudnik       | Argentina |

Proyecciones especiales Horizontes
| Título original                                  | Director(es)                  | País      |
| ------------------------------------------------ | ----------------------------- | --------- |
| 18-J                                             | Diversos autores              | Argentina |
| Escenario móvil                                  | Montxo Armendáriz             | España    |
| Je t'aime... moi non plus: Artistes et critiques | María de Medeiros             | Francia   |
| Los hijos del último jardín                      | Jorge Sanjinés                | Bolivia   |
| Pinochet y sus tres generales                    | José María Berzosa            | Francia   |
| Tabula rasa                                      | Juan Miguel Gutiérrez Márquez | España    |

#### Perlas
Las 12 películas proyectadas en esta sección son largometrajes inéditos en España, que han sido aclamados por la crítica y/o premiados en otros festivales internacionales. Estas fueron las películas seleccionadas para la secciónː
| Título en España               | Título original             | Director(es)                    | País           |
| ------------------------------ | --------------------------- | ------------------------------- | -------------- |
| Beautiful Boxer                | Beautiful Boxer             | Ekachai Uekrongtham             | Tailandia      |
| Como una imagen                | Comme une image             | Agnès Jaoui                     | Francia        |
| La pesadilla de Darwin         | Le cauchemar de Darwin      | Hubert Sauper                   | Francia        |
| La dama de honor               | La demoiselle d'honneur     | Claude Chabrol                  | Francia        |
| Vera Drake                     | Vera Drake                  | Mike Leigh                      | Reino Unido    |
| María, llena eres de gracia    | María, llena eres de gracia | Joshua Marston                  | Colombia       |
| Moolaadé                       | Moolaadé                    | Ousmane Sembene                 | Senegal        |
| Diarios de motocicleta         | Diarios de motocicleta      | Walter Salles                   | Argentina      |
| Whisky                         | Whisky                      | Juan Pablo Rebella, Pablo Stoll | Uruguay        |
| Salvador Allende               | Salvador Allende            | Patricio Guzmán                 | Chile          |
| Super Size Me                  | Super Size Me               | Morgan Spurlock                 | Estados Unidos |
| La casa de las dagas voladoras | Shi mian mai fu             | Zhang Yimou                     | China          |

#### Nuevos Directores
Esta sección agrupa los primeros o segundos largometrajes de sus cineastas, inéditos o que solo han sido estrenados en su país de producción y producidos en el último año. Estas fueron las películas seleccionadas para la sección:
| Título en español             | Título original                  | Director(es)          | País          |
| ----------------------------- | -------------------------------- | --------------------- | ------------- |
| A Way of Life                 | A Way of Life                    | Amma Asante           | Reino Unido   |
| Señora Beba                   | Señora Beba                      | Jorge Gaggero         | Argentina     |
| Día y noche                   | Dag och natt                     | Simon Staho           | Suecia        |
| Evilenko                      | Evilenko                         | David Grieco          | Italia        |
| Frío sol de invierno          | Frío sol de invierno             | Pablo Malo            | España        |
| Viento del Norte              | Im Nordwind                      | Bettina Oberli        | Suiza         |
| En la palma de la mano        | In Die Hand Geschrieben          | Rouven Blankenfeld    | Alemania      |
| El refugio de mi padre        | In My Father's Den               | Brad McGann           | Australia     |
| Hermandad de sangre           | Gong wu                          | Wong Ching-Po         | Hong Kong     |
| Innocence                     | Innocence                        | Lucile Hadzihalilovic | Francia       |
| Boats Out of Watermelon Rinds | Karpuz kabugundan gemiler yapmak | Ahmet Ulucay          | Turquía       |
| The Night of Truth            | La Nuit de la vérité             | Fanta Régina Nacro    | Burkina Fasso |
| La sombra del caminante       | La sombra del caminante          | Ciro Guerra           | Colombia      |
| La puta y la ballena          | La puta y la ballena             | Luis Puenzo           | Argentina     |
| Próxima salida                | Próxima salida                   | Nicolás Tuozzo        | Argentina     |
| Uno                           | Uno                              | Aksel Hennie          | Noruega       |
| Wilby Wonderful               | Wilby Wonderful                  | Daniel Maclvor        | Canadá        |

### Otras secciones

#### Made in Spain
Sección dedicada a una serie de largometrajes españoles que se estrenan en el año. Estas fueron las películas seleccionadas para la sección:
| Título original            | Director(es)            |
| -------------------------- | ----------------------- |
| Incautos                   | Miguel Bardem           |
| El séptimo día             | Carlos Saura            |
| El abrazo partido          | Daniel Burman           |
| Astronautas                | Santi Amodeo            |
| Atún y chocolate           | Pablo Carbonell         |
| Cachorro                   | Miguel Albaladejo       |
| Hay motivo                 | Diversos autores        |
| La mala educación          | Pedro Almodóvar         |
| Nubes de verano            | Felipe Vega             |
| Héctor                     | Gracia Querejeta        |
| El principio de Arquímedes | Gerardo Herrero         |
| La vida que te espera      | Manuel Gutiérrez Aragón |
| Las voces de la noche      | Salvador García Ruiz    |

#### Cine en Construcción
Este espacio, coordinado por el propio Festival juntamente con Cinélatino, Rencontres de Toulouse, se exhiben producciones latinoamericanas en fase de postproducción. Estas fueron las películas seleccionadas para la sección:
| Título en original        | Director(es)        | País      |
| ------------------------- | ------------------- | --------- |
| Cine, aspirinas y buitres | Marcelo Gomes       | Brasil    |
| Iluminados por el fuego   | Tristán Bauer       | Argentina |
| Alma Mater                | Álvaro Buela        | Uruguay   |
| Fuera del cielo           | Javier 'Fox' Patrón | México    |
| La mala hora              | Ruy Guerra          | Brasil    |
| Ronda nocturna            | Edgardo Cozarinsky  | Argentina |
| La sagrada familia        | Sebastián Lelio     | Chile     |

### Retrospectivas

#### Retrospectiva clásica. Homenaje aAnthony Mann
La retrospectiva de ese año fue dedicado a la obra del cineasta estadounidense Anthony Mann (1906-1967). Se proyectó la mayor parte de su filmografía.
| Título en español                 | Título en original           | Año  |
| --------------------------------- | ---------------------------- | ---- |
| Moonlight in Havana               | Moonlight in Havana          | 1942 |
| Dr. Broadway                      | Dr. Broadway                 | 1942 |
| El Gran Flamarion                 | The Great Flamarion          | 1945 |
| My Best Gal                       | My Best Gal                  | 1944 |
| Dos en la oscuridad               | Two O'Clock Courage          | 1945 |
| El código del amor                | Sing Your Way Home           | 1945 |
| Extraña interpretación            | Strange Impersonation        | 1946 |
| Una rubia afortunada con suerte   | The Bamboo Blonde            | 1946 |
| Desesperado                       | Desperate                    | 1947 |
| El último disparo                 | Railroaded!                  | 1947 |
| La brigada suicida                | T-Men                        | 1947 |
| Justa venganza                    | Raw Deal                     | 1948 |
| Orden: Caza sin cuartel           | He Walked By Night           | 1948 |
| Incidente en la frontera          | Border Incident              | 1949 |
| El reinado del terror             | Reign of Terror              | 1949 |
| Calle lateral                     | Side Street                  | 1950 |
| Winchester '73                    | Winchester '73               | 1950 |
| La puerta del diablo              | Devil's Doorway              | 1950 |
| Las furias                        | The Furies                   | 1950 |
| The Tall Target                   | The Tall Target              | 1951 |
| Horizontes lejanos                | Bend of the River            | 1952 |
| Bahía negra                       | Thunder Bay                  | 1953 |
| Música y lágrimas                 | The Glenn Miller Story       | 1953 |
| Colorado Jim                      | The Naked Spur               | 1953 |
| Tierras lejanas                   | The Far Country              | 1954 |
| Acorazados del aire               | Strategic Air Command        | 1955 |
| El hombre de Laramie              | The Man from Laramie         | 1955 |
| Desierto salvaje                  | The Last Frontier            | 1955 |
| Dos pasiones y un amor            | Serenade                     | 1956 |
| Cazador de forajidos              | The Tin Star                 | 1957 |
| La colina de los diablos de acero | Men in War                   | 1957 |
| La pequeña tierra de Dios         | God's Little Acre            | 1958 |
| El hombre del oeste               | Man of the West              | 1958 |
| Cimarrón                          | Cimarrón                     | 1960 |
| El Cid                            | El Cid                       | 1961 |
| La caída del imperio romano       | The Fall of the Roman Empire | 1964 |
| Los héroes de Telemark            | The Heroes of Telemark       | 1965 |
| Sentencia para un Dandy           | A Dandy in Aspic             | 1968 |

#### Retrospectiva Contemporánea:Woody Allen
| Título en español                                                               | Título en original                                                      | Año  |
| ------------------------------------------------------------------------------- | ----------------------------------------------------------------------- | ---- |
| Lily, la Tigresa                                                                | What's up, Tiger Lily?                                                  | 1966 |
| Coge el dinero y corre                                                          | Take the money and run                                                  | 1969 |
| Bananas                                                                         | Bananas                                                                 | 1971 |
| Todo lo que siempre quiso saber sobre el sexo pero nunca se atrevió a preguntar | Everything you always wanted to know about sex (But were afraid to ask) | 1972 |
| El dormilón                                                                     | Sleeper                                                                 | 1973 |
| La última noche de Boris Grushenko                                              | Love and death                                                          | 1975 |
| Annie Hall                                                                      | Annie Hall                                                              | 1977 |
| Interiores                                                                      | Interiors                                                               | 1978 |
| Manhattan                                                                       | Manhattan                                                               | 1979 |
| Recuerdos                                                                       | Stardust memories                                                       | 1980 |
| La comedia sexual de una noche de verano                                        | A midsummer night's sex comedy                                          | 1982 |
| Zelig                                                                           | Zelig                                                                   | 1983 |
| Broadway Danny Rose                                                             | Broadway Danny Rose                                                     | 1984 |
| La rosa púrpura de El Cairo                                                     | The purple rose of Cairo                                                | 1985 |
| Hannah y sus hermanas                                                           | Hannah and her sisters                                                  | 1986 |
| Días de radio                                                                   | Radio days                                                              | 1987 |
| Septiembre                                                                      | September                                                               | 1987 |
| Otra mujer                                                                      | Another woman                                                           | 1988 |
| Delitos y faltas                                                                | Crimes and misdemeanors                                                 | 1989 |
| Alice                                                                           | Alice                                                                   | 1990 |
| Sombras y niebla                                                                | Shadows and fog                                                         | 1992 |
| Maridos y mujeres                                                               | Husbands and wives                                                      | 1992 |
| Misterioso asesinato en Manhattan                                               | Manhattan murder mystery                                                | 1993 |
| Balas sobre Broadway                                                            | Bullets over Broadway                                                   | 1994 |
| No te bebas el agua                                                             | Don't drink the water                                                   | 1994 |
| Poderosa Afrodita                                                               | Mighty Aphrodite                                                        | 1995 |
| Todos dicen I Love You                                                          | Everyone says I love you                                                | 1996 |
| Desmontando a Harry                                                             | Deconstructing Harry                                                    | 1997 |
| Celebrity                                                                       | Celebrity                                                               | 1998 |
| Acordes y desacuerdos                                                           | Sweet and lowdown                                                       | 1999 |
| Granujas de medio pelo                                                          | Small time crooks                                                       | 2000 |
| La maldición del escorpión de jade / El beso del escorpión                      | The curse of the jade scorpion                                          | 2001 |
| Un final made in Hollywood                                                      | Hollywood Ending                                                        | 2002 |
| Todo lo demás                                                                   | Anything Else                                                           | 2003 |

#### Retrospectiva Temática: Incorrect@s
| Título en España                               | Título original                           | Director(es)                                  | País          | Año  |
| ---------------------------------------------- | ----------------------------------------- | --------------------------------------------- | ------------- | ---- |
| Arrebato                                       | Arrebato                                  | Iván Zulueta                                  | España        | 1979 |
| Ocurrió cerca de su casa                       | C'est arrivé près de chez vous            | Rémy Belvaux, André Bonzel, Benoît Poelvoorde | Bélgica       | 1992 |
| Crash                                          | Crash                                     | David Cronenberg                              | Canadá        | 1996 |
| Dick (corto)                                   | Dick (corto)                              | Jo Menell                                     | EE. UU.       | 1989 |
| No te bebas el agua                            | Don't drink the water                     | EE. UU.                                       | 1994          |      |
| Sopa de ganso                                  | Duck Soup                                 | Leo McCarey                                   | EE. UU.       | 1933 |
| El sueño de la maestra (corto)                 | El sueño de la maestra (corto)            | Luis García Berlanga                          | España        | 2002 |
| Happiness                                      | Happiness                                 | Todd Solondz                                  | EE. UU.       | 1998 |
| Días perros                                    | Hundstage                                 | Ulrich Seidl                                  | Austria       | 2001 |
| No soy ningún ángel                            | I'm No Angel                              | Wesley Ruggles                                | EE. UU.       | 1933 |
| Los idiotas                                    | Idioterne                                 | Lars von Trier                                | Dinamarca     | 1998 |
| Iván Z                                         | Iván Z                                    | Andrés Duque                                  | España        | 2004 |
| La edad de oro                                 | L'Âge d'or                                | Luis Buñuel                                   | Francia       | 1930 |
| La ceremonia                                   | La cérémonie                              | Claude Chabrol                                | Francia       | 1995 |
| Margarita y el lobo                            | Margarita y el lobo                       | Cecilia Bartolomé                             | España        | 1969 |
| El delirante mundo de los Feebles              | Meet the Feebles                          | Peter Jackson                                 | Nueva Zelanda | 1989 |
| La vida de Brian                               | Monty Python's Life of Brian              | Terry Jones                                   | Reino Unido   | 1979 |
| Encuentro con el mal                           | Möte med ondskan                          | Reza Parsa                                    | Suecia        | 2004 |
| Nacional 7                                     | Nationale 7                               | Jean-Pierre Sinapi                            | Francia       | 2000 |
| Pepi, Luci, Bom y otras chicas del montón      | Pepi, Luci, Bom y otras chicas del montón | Pedro Almodóvar                               | España        | 1980 |
| Pink Flamingos                                 | Pink Flamingos                            | John Waters                                   | EE. UU.       | 1972 |
| Ábrete de orejas                               | Prick Up your Ears                        | Stephen Frears                                | Reino Unido   | 1987 |
| Roger y yo                                     | Roger & Me                                | Michael Moore                                 | EE. UU.       | 1989 |
| Saló o los 120 días de Sodoma                  | Salò o le 120 giornate di Sodoma          | Pier Paolo Pasolini                           | Italia        | 1975 |
| Sid y Nancy                                    | Sid and Nancy                             | Alex Cox                                      | Reino Unido   | 1986 |
| Simón del desierto                             | Simón del desierto                        | Luis Buñuel                                   | México        | 1965 |
| South Park: Más grande, más largo y sin cortes | South Park - Bigger, Longer & Uncut       | Trey Parker                                   | EE. UU.       | 1999 |
| La zona oscura                                 | The War Zone                              | Tim Roth                                      | Reino Unido   | 1999 |
| Su última equivocación                         | Their First Mistake                       | George Marshall                               | EE. UU.       | 1932 |
| Trainspotting                                  | Trainspotting                             | Danny Boyle                                   | Reino Unido   | 1996 |
| El vestido de verano                           | Une robe d'été                            | François Ozon                                 | Francia       | 1996 |
| Cero en conducta                               | Zéro de conduite                          | Jean Vigo                                     | Francia       | 1933 |

## Palmarés

### Premios oficiales[10]
Ganadores de la Sección Oficial del 52.º Festival Internacional de Cine de San Sebastián de 2004:
- Concha de Oro a la mejor película: Las tortugas también vuelan de Bahman Ghobadi
- Premio Especial del Jurado: Sueño de una noche de invierno de Goran Paskaljevic
- Concha de plata al mejor Director:Xu Jinglei por Carta de una mujer desconocida
- Concha de plata a la mejor Actriz: Connie Nielsen por Brødre
- Concha de plata al mejor Actor: lrich Thomsen por Brødre
- Premio del jurado a la mejor fotografía: Marcel Zyskind por Nueve canciones
- Premio del jurado al mejor Guion: Guy Hibbert y Paul Greengrass por Omagh

### Premios honoríficos

#### Premio Donostia
- Woody Allen[11]
- Annette Bening[12]
- Jeff Bridges[13]

### Otros premios oficiales
- Premio Nuevos Directores: Innocence de Lucile Hadzihalilovic

Mención especial: Boats Out of Watermelon Rinds de Ahmet Ulucay
- Premio Montblanc de Nuevos Guionistas: The Night of Truth de Fanta Régina Nacro
- Premio Horizontes: Mala leche de León Errázuriz

Mención especial: O Outro Lado da Rua de Marcos Bernstein
Mención especial: Crónicas de Sebastián Cordero
- Premio TCM del Público: Diarios de motocicleta de Walter Salles
- Premio de la Juventud: El refugio de mi padre de Brad McGann

#### Premios de la industria
- Premios Cine en Construcción: Iluminados por el fuego de Tristán Bauer
- Premio Casa América: Iluminados por el fuego de Tristán Bauer
- Premio SIGNIS: Alma Mater de  Álvaro Buela

### Otros premios
- Premio ARTE: El cielito de María Victoria Menis
- Premio del CEC (Círculo de Escritores Cinematográficos): Las tortugas también vuelan de Bahman Ghobadi
- Premio FIPRESCI: Bombón, el perrode Carlos Sorín
- Premio CICAE: El cielito de María Victoria Menis
- Premio CICAE Mejor película: Omagh de Pete Travis
- Premio SIGNIS: Sueño de una noche de invierno de Goran Paskaljevic

Mención especial: A Way of Life de Amma Asante
- Premio Futur Talent SIGNIS: El cielito de María Victoria Menis
- Premio Elkartasun Saria: El cielito de María Victoria Menis
- Premio GEHITU-Asociación de Gays y Lesbianas del País Vasco: Beautiful Boxer de Ekachai Uekrongtham